# Barbut verd de corona groga
El barbut verd de corona groga (Psilopogon henricii) és una espècie d'ocell de la família dels megalèmids (Megalaimidae) que habita els boscos de les terres baixes fins als 750 m, a la Península Malaia, Sumatra i Borneo.